# Blurred Lines
„Blurred Lines“ je píseň z roku 2013, na níž se podíleli Robin Thicke, T.I. a Pharrell Williams (poslední jmenovaný byl rovněž jejím producentem). Jde o hlavní singl ze stejnojmenného alba. Píseň byla do značné míry inspirována písní „Got to Give It Up“ od Marvina Gaye. Gaye však nebyl uveden jako spoluautor, kvůli čemuž vznikly mezi pozůstalými a Thickem spory. K písni byl natočen také videoklip, v němž vystupovala například modelka Emily Ratajkowski. Singl se umístil na první příčce hitparády Billboard Hot 100 a stal se několikrát platinovým.